# 卡森帕縣

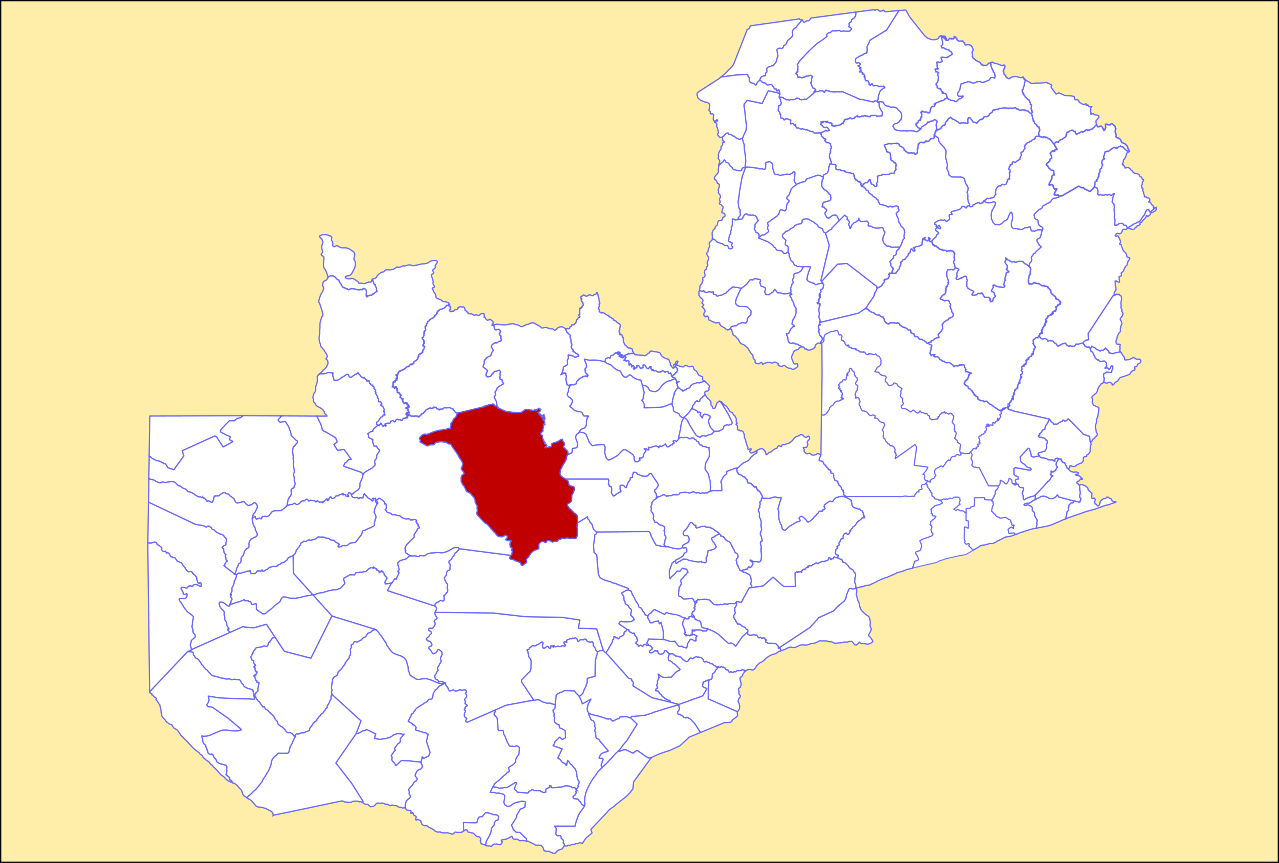

13°50′S 26°00′E / 13.833°S 26.000°E
卡森帕縣（英語：Kasempa District），是贊比亞的縣份，位於該國西北部，由西北省負責管轄，首府設於卡森帕，面積20,821平方公里，2010年人口69,608，人口密度每平方公里3.3人。